# TT179
La tombe thébaine TT 179 est située à El-Khokha, dans la nécropole thébaine, sur la rive ouest du Nil, face à Louxor en Égypte.
C'est la sépulture de Nebamon (Nb(.j)-Jmn), scribe, compteur de grains dans le grenier des offrandes divines d'Amon, datant de la XVIIIe dynastie durant le règne d'Hatchepsout.